# 第55回ニューヨーク映画批評家協会賞
『第55回ニューヨーク映画批評家協会賞』は、1989年の優秀な映画に贈られた賞である。1989年12月18日に発表され、1990年1月14日に贈られた。

## 受賞
- 作品賞：
  - マイ・レフトフット

- 主演男優賞：
  - ダニエル・デイ＝ルイス - マイ・レフトフット

- 主演女優賞：
  - ミシェル・ファイファー - 恋のゆくえ/ファビュラス・ベイカー・ボーイズ

- 助演男優賞
  - アラン・アルダ - ウディ・アレンの重罪と軽罪

- 助演女優賞
  - レナ・オリン - 敵、ある愛の物語

- 監督賞：
  - ポール・マザースキー - 敵、ある愛の物語

- 脚本賞：
  - ガス・ヴァン・サント、ダニエル・ヨスト - ドラッグストア・カウボーイ

- 撮影賞
  - アーネスト・ディッカーソン - ドゥ・ザ・ライト・シング

- 外国語映画賞：
  - 主婦マリーがしたこと（ フランス）

- ドキュメンタリー賞：
  - ロジャー&ミー

- 新人監督賞
  - ケネス・ブラナー - ヘンリー五世